# Vincenzo Trigona, marchese di Canicarao
Vincenzo Trigona Beneventano, marchese di Canicarao (Noto, 19 dicembre 1829 – Catania, 1912), è stato un nobile e politico italiano.

## Biografia
Nacque a Noto, in provincia di Siracusa, nel 1829, da Giuseppe Salvatore, VIII marchese di Canicarao, e da Concetta Beneventano Trigona dei baroni del Bosco. Nel 1851, sposò la nobildonna catanese Maria Scammacca dei baroni della Bruca, da cui ebbe tre figli.
Possidente agricolo ed alto esponente dell'aristocrazia netina, fu deputato del Regno d'Italia per cinque legislature (VIII, IX, X, XI, XVIII). Fu membro della Società Generale degli agricoltori italiani come rappresentante della provincia di Siracusa.
Morto a Catania nel 1912, fu suo nipote Emanuele Trigona, ingegnere, dirigente d'azienda e politico, figlio del primogenito Giuseppe.